# Багринова вулиця
Багри́нова ву́лиця — вулиця в Голосіївському районі міста Києва, місцевість Багринова гора. Пролягає від проспекту Науки (двічі, утворюючи форму дужки).
Прилучаються вулиці Галини Севрук, Буковинська, Військова, Новокорчуватська і прохід до проспекту Науки.

## Історія
Вулиця утворилася в 1-й половині XX століття під назвою 184-та Нова, з 1944 року — Багрінова (Багринова), від місцевості Багринова гора, поблизу якої прокладена вулиця. 1952 року отримала назву вулиця Адмірала Ушакова, на честь російського флотоводця, командувача Чорноморським флотом адмірала Ф. Ф. Ушакова.
Сучасну історичну назву відновлено 9 лютого 2023 року.